# 河朔旧事
河朔指河北，黄河中下游以北区域。河朔旧事主要指唐后期藩镇割据下的藩镇主帅的世袭更替、牙兵自任藩帅，此些藩镇并不受唐中央管理，相对独立，以藩镇牙兵为支柱，牙兵之势力左右着藩帅及藩镇。
最早进行世袭的为魏博藩镇，其节度使田承嗣死后，由其侄子田悦继承。后来河朔三镇的其它成德、幽州以及其它区域的藩镇都进行了世袭更替。
史书上出现“河朔旧事”的典籍不多，如下：
|  | 咸曰：“尚书能行河朔旧事，则死生以之；若使复战，皆不能也。”布以宪诚离间，度众终不为用，叹曰：“功无成矣！” |

|  | “宪诚为中军都知兵马使，乘乱以河朔旧事动其人心，诸军即拥而归魏，共立为帅，国家因而命之。” |